# Lignoscripta
Lignoscripta is een monotypisch geslacht van schimmels behorend tot de familie Trapeliaceae. Het bevat alleen de soort Lignoscripta atroalba.